# Salvia albiflora
Salvia albiflora es una especie de planta herbácea perteneciente a la familia de las lamiáceas. Es originaria de México hasta Centroamérica.

## Descripción
Son hierbas, que alcanzan hasta los 1.5 m de alto; los tallos jóvenes casi glabros, nudos tomentosos a pubérulos. Las hojas ovadas (lanceoladas), de 4–11 cm de largo y 2–7 cm de ancho, el ápice agudo (obtuso o acuminado), base redondeada y luego gradual y largamente atenuada, envés menudamente puberulento a glabro. Las inflorescencia en racimos de 10–25 cm de largo, discontinuos, 1 cm entre los verticilastros, con 6–8 flores por verticilastro, las brácteas son lanceoladas, inconspicuas, de 2–4 mm de largo, persistentes; el cáliz tubular, 4–5 mm de largo y 2 mm de ancho, glabro o menudamente puberulento externamente, los labios de 1–2 mm de largo, el labio superior agudo, con 3-nervio, el labio inferior con los lobos acuminado-mucronados; la corola de color lila, azul clara o blanca, el tubo ligeramente ventricoso abajo del labio inferior, de 3–4 mm de largo, labio superior de 2–4 mm de largo, galeado, labio inferior 3–6 mm de largo; estambres incluidos en la gálea; estilo con las ramas ligeramente exertas, la rama superior más larga que la inferior. Cáliz fructífero acrescente hasta 6 mm; nuececilla de 1 mm de largo.

## Distribución y hábitat
Originaria de México hasta Honduras. S. albiflora está cercanamente relacionada con Salvia tiliifolia, Salvia alvajaca y Salvia angulata Benth. (incluyendo a Salvia longimarginata Briq.).

## Taxonomía
Salvia albiflora fue descrita por M.Martens & Galeotti y publicado en Bulletin de l'Academie Royale des Sciences et Belles-lettres de Bruxelles 11(2): 76–77. 1844.
Etimología
Ver: Salvia
albiflora: epíteto latino que significa "de flores blancas".

### Sinonimia
- Salvia tiliifolia var. albiflora (M.Martens & Galeotti) L.O.Williams, Fieldiana, Bot. 34: 113 (1972).
- Salvia jurgensenii Briq., Annuaire Conserv. Jard. Bot. Genève 2: 144 (1898).[3]